# Philippe de Schoutheete de Tervarent
Philippe Pierre Jean Louis Marie baron de Schoutheete de Tervarent (Berlijn, 21 mei 1932 - Brussel, 29 september 2016) was een Belgisch diplomaat.

## Levensloop
Philippe de Schoutheete de Tervarent was een zoon van diplomaat Guy de Schoutheete de Tervarent (1891-1969) en Jeanne Darcy (1906-1977). Hij studeerde politieke en diplomatieke wetenschappen aan de Université catholique de Louvain en promoveerde tot doctor in de rechten.
In 1956 begon zijn diplomatieke carrière. Van 1958 tot 1961 was hij attaché in Parijs en van 1962 tot 1965 tweede secretaris in Caïro. In Caïro had hij de opdracht de mogelijkheid tot herstel van de diplomatieke betrekkingen met Egypte, die na de moord op Patrice Lumumba waren verbroken, te onderzoeken. Van 1966 tot 1968 was hij hoofd van de persdienst en woordvoerder van het ministerie van Buitenlandse Zaken, dat onder leiding van Paul-Henri Spaak en Pierre Harmel stond. Van 1969 tot 1972 was De Schoutheete de Tervarent eerste raadsman in Madrid en van 1972 tot 1976 ministerraad in Bonn. In 1975 was hij redacteur van het rapport-Tindemans over de Europese Unie. In 1976 keerde hij terug naar het ministerie van Buitenlandse Zaken, waar hij directeur van het departement Europese Organisaties werd. In 1980 werd hij kabinetschef van minister van Buitenlandse Zaken Charles-Ferdinand Nothomb (PSC).
Van 1981 tot 1985 was De Schoutheete de Tervarent ambassadeur in Spanje, van 1985 tot 1987 directeur-generaal van het ministerie van Buitenlandse Zaken en van 1987 tot 1997 permanent vertegenwoordiger bij de Europese Unie. Hij was onder meer bij de onderhandelingen van de Verdrag van Maastricht en het Verdrag van Amsterdam betrokken. Van 1999 tot 2004 was hij speciaal raadgever van de Franse Europees Commissaris Michel Barnier. Van 1999 tot zijn overlijden was hij ambassadeur van de Orde van Malta bij de Europese Unie.
Van 1990 tot 1999 was hij gastprofessor aan de Université catholique de Louvain en van 1998 tot 2005 aan het Europacollege in Natolin, Polen. Hij was tevens professor aan de Université libre de Bruxelles. In 2009 werd hij directeur van de Europese studieprogramma's van het Koninklijk Instituut voor Internationale Betrekkingen in Brussel. Van 1998 tot 2008 was De Schoutheete de Tervarent voorzitter van het Fonds Baillet Latour. In 2006 werd hij lid van de raad van bestuur van de denktank Notre Europe. Hij was ook bestuurder van het Europacollege en de Stichting Paul-Henri Spaak. In 2003 werd hij lid van de Koninklijke Academie van België.

## Onderscheidingen
- België Grootofficier in de Kroonorde
- België Grootofficier in de Orde van Leopold II
- België Grootofficier in de Leopoldsorde
- Grootkruis in de Orde van Isabella de Katholieke
- Grootofficier in de Orde van Oranje-Nassau
- Commandeur in de Orde van Sint-Gregorius de Grote
- Ridder in het Legioen van Eer

Hij was reeds ridder van geboorte, maar werd in 1993 baron, overdraagbaar bij eerstgeboorte.